# Project Deluge
Project Deluge (em português, algo como "Projeto Dilúvio") é um projeto em andamento para arquivar e avaliar todos os itens apresentados em muitos materiais de desenvolvimento de jogos eletrônicos que foram reunidos ao longo de muitos anos. É considerado como o maior esforço de preservação de jogos eletrônicos já feito em todo o mundo.
Atualmente, o projeto já reuniu uma série de protótipos, compilações e demos de jogos eletrônicos, com alguns deles só sendo vistos em feiras de negócios, como a Electronic Entertainment Expo, e/ou foram criados especificamente para a imprensa realizar previews.
Todo o material recuperado é salvo nos arquivos do Internet Archive.